# Rue de Rotterdam
La rue de Rotterdam est une artère du centre de la ville de Liège (Belgique) située entre le boulevard d'Avroy et la place de Bronckart.

## Situation et accès
Cette rue rectiligne et en très légère montée mesure environ 175 m. Elle relie le boulevard d'Avroy à la place de Bronckart. Elle applique un sens de circulation automobile dans le sens de Bronckart-Avroy.
Voies adjacentes
- Boulevard d'Avroy
- Place de Bronckart

## Odonymie
Le nom de la rue célèbre le jumelage contracté en 1958 entre les deux cités mosanes de Liège et Rotterdam.

## Historique
Depuis 1866 et jusqu'à la fusion des communes de 1976, la rue s'appelait « rue de la Paix » avant de prendre à partir de 1977, le nom de « rue de Rotterdam ». 

## Bâtiments remarquables et lieux de mémoire
Au no 29 se situe le centre alternatif d'expression artistique À la Courte Échelle.
Au no 31, la maison Michel est un immeuble de style Art nouveau réalisé en 1899 par l'architecte Paul Jaspar.
Un autre immeuble de style Art Nouveau d'inspiration mosane a été érigé en 1897 d'après les plans de Paul Jaspar. Il se situe au no 38 juste à côté d'une grille aux fers forgés représentant des feuilles de marronniers de style Art nouveau (au no 36).
L'immeuble de coin (no 54) avec la place de Bronckart est repris sur la liste du patrimoine immobilier classé de Liège comme les autres immeubles de la place de Bronckart.

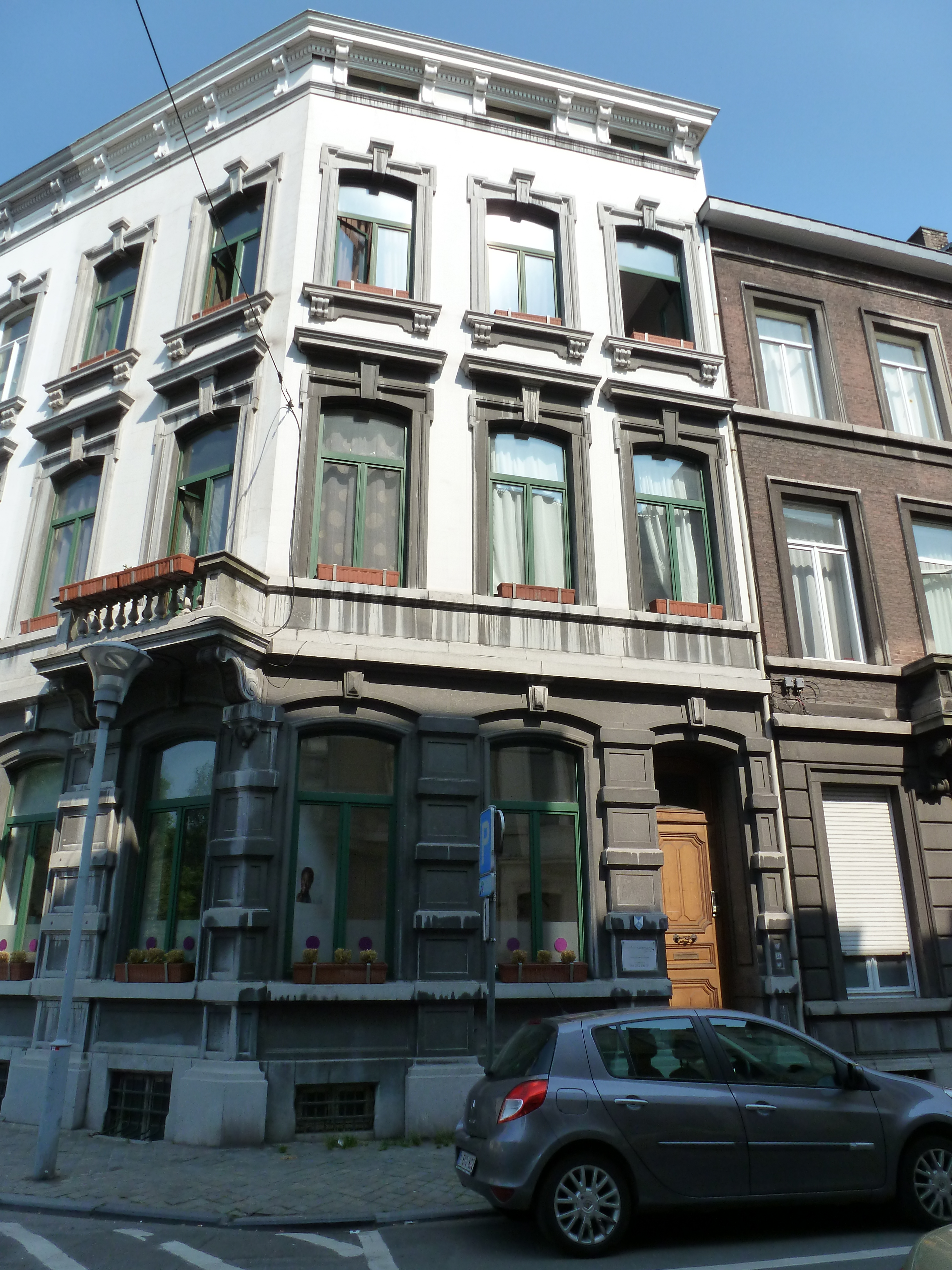
Rue de Rotterdam, 54

### Source et bibliographie
- Yannik Delairesse et Michel Elsdorf, Le nouveau livre des rues de Liège, Liège, Noir Dessin Production, 2008, 512 p. (ISBN 978-2-87351-143-2 et 2-87351-143-5, présentation en ligne), page 368